# Tatort: Gefangen
Gefangen ist ein Fernsehfilm aus der Krimireihe Tatort. Der vom WDR produzierte Beitrag wurde am 17. Mai 2020 im Ersten, im ORF 2 und im SRF 1 erstausgestrahlt. In dieser 1132. Tatort-Folge ermitteln die von Klaus J. Behrendt und Dietmar Bär verkörperten Kölner Kommissare Ballauf und Schenk in ihrem 79. Fall.

## Handlung
Prof. Klaus Krüger, renommierter Chefarzt einer psychiatrischen Klinik, wird in seinem Haus erschossen vorgefunden. Die Kommissare Max Ballauf und Freddy Schenk ermitteln. Allerdings befindet sich Ballauf selbst gerade in Behandlung: Nachdem er in der Episode Kaputt im Einsatz die Kollegin Melanie Sommer erschossen hat, plagen ihn Schuldgefühle und Albträume. Die Kollegen lässt er nicht an sich heran. Die aktuellen Ermittlungen entfalten allerdings allmählich therapeutische Wirkung.
Das Mordopfer und der Rechtsanwalt Florian Weiss sind Mitglieder desselben Tennisclubs „Grün-Weiß“ gewesen. Der Psychiater Prof. Klaus Krüger musste um seine Approbation fürchten, weil er bei einem Clubfest die Tochter des Clubwirts Buschmann vergewaltigt hatte. Weiss bereinigte die Angelegenheit durch Vermittlung eines Schweigegeldes. Die Ermittler entdecken, dass Krüger so durch Weiss erpressbar war, aber Weiss fehlt das Tatmotiv. Weitere Spuren deuten dennoch auf den Anwalt: Seine Waffe wird in der Nähe von Krügers Wohnung gefunden. Es ist die Tatwaffe. Sogar ein Fingerabdruck von Weiss findet sich auf der Armbanduhr des Toten. Er räumt ein, am Tatort gewesen zu sein, doch beteuert er, dass sein Freund Krüger da schon tot auf dem Boden gelegen habe. Anlass für den nächtlichen Besuch sei eine SMS von Krüger an Weiss des Inhalts gewesen, er müsse über „Julia“ reden. Er könne „nicht mehr“. Julia Frey ist Patientin der psychiatrischen Klinik und leidet seit dem Unfalltod ihrer Eltern an einer Borderline-Persönlichkeitsstörung. Sie ist die Schwägerin von Weiss, die Schwester seiner Frau. Für die zusätzlich als schizophren diagnostizierte Julia hat Christine Weiss die Betreuung übernommen. Überdies zieht sie mit ihrem Mann das Kind der Kranken als ihr Pflegekind auf.
Julia entwickelt eine besondere Gesprächsbeziehung mit Ballauf, der dadurch zusätzlich motiviert wird, sich auch ihrer Situation anzunehmen. Nach und nach stellt sich heraus, dass das Ehepaar Weiss ein Motiv dafür hat, Julia in der Klinik gefangen zu halten. Ihre Schwester pflegt das Kind überaus gern, da sie selbst unfruchtbar ist. Julia hingegen hätte das Kind lieber abgetrieben. Ballauf lässt die Krankenakte von Julia prüfen: Sie steht unter Medikamenten, welche die Symptome nicht lindern, sondern verschärfen. An sich ist sie relativ gesund. Ihr Psychiater Krüger hat sie auf Initiative von Weiss bewusst nicht als geheilt entlassen.
In einer Nebenhandlung werden immer wieder nächtliche Annäherungen des Pflegers Dennis an die attraktive Julia gezeigt. Er macht Handyfotos von der schlafenden Frau, entblößt sie, berührt sie. Nachdem Ballauf die Entlassung von Julia erwirkt hat, begegnet diese ihrem Verehrer in der Disko, will aber nichts mehr von ihm wissen. Da erhängt er sich. In der Wohnung des Pflegers finden die Kommissare voyeuristische Fotos von Julia. Von den Kommissaren zu Julia befragt, berichtet die Stationsärztin, dass Julia versucht habe, über das Betreuungsgericht aus der geschlossenen Psychiatrie befreit zu werden. Wegen eines falschen Gutachtens sei ihr dies aber nicht gelungen. In der Mordnacht hatte Dennis Dienst, und Ballauf vermutet, dass der Pfleger Julia in der Tatnacht aus der Klinik hat entweichen lassen. Julia hatte dann die Tat begangen, um eine Polizeiermittlung zu erwirken, die sie dann aus der Klinik befreien würde. Ballauf merkt, dass er von Julia manipuliert und benutzt worden ist – ebenso wie der Pfleger Dennis.
Nachdem im Auto des Pflegers auf der Fahrerseite lange, blonde Haare gefunden worden sind, stellt Ballauf Julia im Bad der Familie Weiss zur Rede. Ihre Androhung eines Suizids mittels Föhn im Badewasser erzielt bei Ballauf jedoch keine Wirkung, da er Julia durchschaut hat. Sie verabschiedet sich von ihrer Schwester und ihrem Sohn, dessen Vater der Schwager ist, und lässt sich abführen.

## Produktionsnotizen
Der Film wurde vom 1. Oktober bis zum 31. Oktober 2019 in Köln und Umgebung gedreht, darunter ein leerstehendes Gebäude der Klinik Tannenhof in Lüttringhausen.

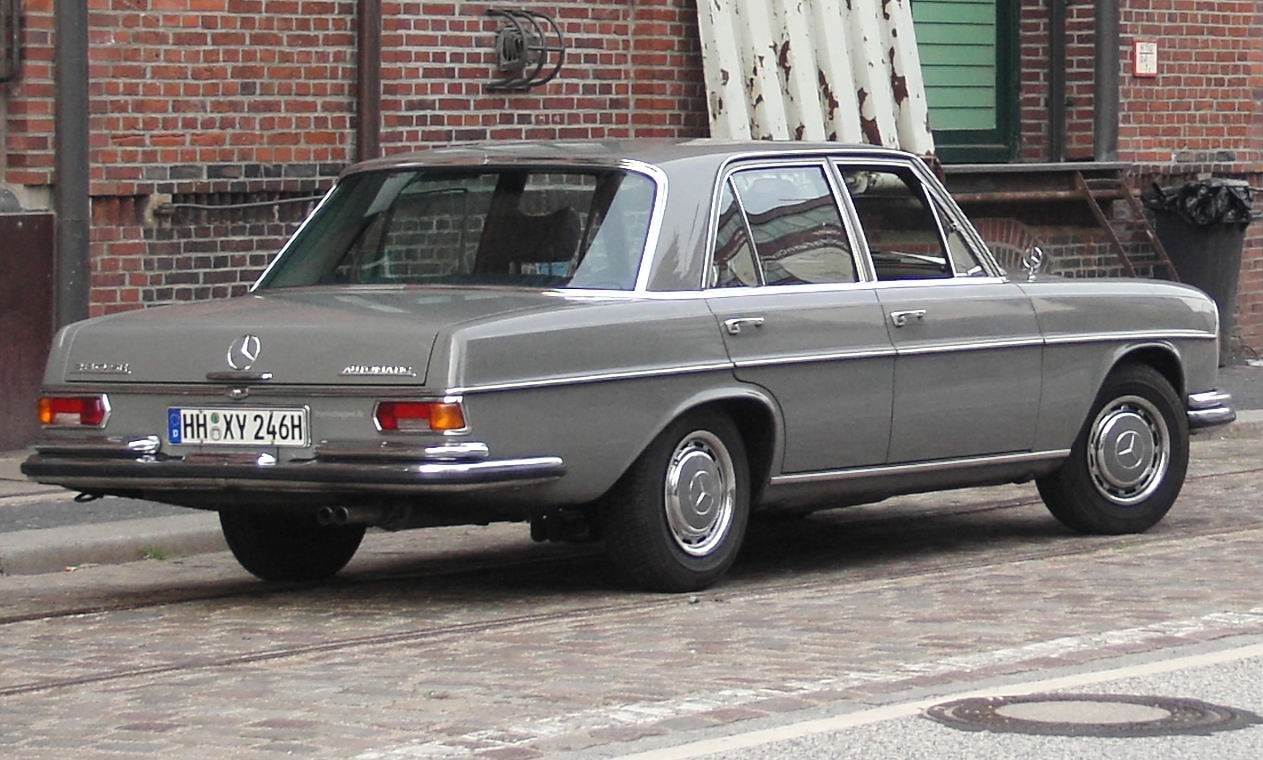
Mercedes 280SE Automatic (W108)

## Trivia
Freddy Schenk fährt in dieser Episode ein Serienmodell der Mercedes-Benz Baureihe W 108, eine 280 SE Limousine. Dieses geräumige  viertürige Fahrzeug wurde in den Jahren 1965–72 hergestellt und ist für sechs Personen zugelassen (3  v, 3 h). Es besitzt werkseitig weder Kopfstützen noch Sicherheitsgurte. Diese waren aber gegen Aufpreis erhältlich und im Film sind die Kopfstützen auch zu sehen, nicht jedoch die Gurte. Das in der Episode gezeigte Modell besitzt eine Lenkrad-Automatikschaltung, grün getönte Scheiben und eine graue Velours-Innenausstattung. Es handelt sich hierbei um eine Spezifikation für den japanischen Markt. Dies ist an dem großen Seitenblinker an den Kotflügeln sowie dem zusätzlichen Außenspiegel vorne rechts erkennbar. Zum Drehzeitpunkt war es bereits ein seltener Oldtimer.

## Rezeption

### Kritiken
Der Spiegel bewertete den Film mit sieben von zehn möglichen Punkten. Autor Christian Buß urteilte, dass es ein „angenehm risikofreudiger“ Tatort sei, der dem Publikum etwas zumute und in dem „Realität und gefühlte Realität schon mal partiell verschwimmen.“ Die „zentrale weibliche Figur“ sei „bei allen klinischen Erklärungen um sie herum mehr […] als eine Fallstudie“. Der Film habe aber „einige Schwierigkeiten, die Twists im Plot immer ganz plausibel erscheinen zu lassen.“
Auch der Filmdienst war tendenziell zufrieden, bewertete den Film mit drei von fünf möglichen Sternen. Es sei ein „Geradliniger, solide inszenierter“ Krimi, der zwar auch Klischees bemühe, aber in der Figurenzeichnung überzeuge. Die „verhaltene Spannung“ halte „trotz Vorhersehbarkeit und einigen papierenen Dialogen“ bis zum Schluss.
Der Autor der NZZ sah in dem Film einen „starken Fall“, in dem die Verfehlungen der involvierten Figuren „grob und stringent miteinander verbunden“ seien.

### Einschaltquote
Die Erstausstrahlung von Gefangen am 17. Mai 2020 wurde in Deutschland von 9,36 Millionen Zuschauern gesehen und erreichte einen Marktanteil von 26,8 % für Das Erste.